# Albatros L 77v
Albatros L 77v là một loại máy bay tiêm kích/trinh sát của Đức.

## Tính năng kỹ chiến thuật (L 77v)
Đặc điểm tổng quát
- Kíp lái: 2
- Chiều dài: 8,45 m (27 ft 9 in)
- Sải cánh: 12,76 m (41 ft 10 in)
- Chiều cao: 3,9 m (12 ft 10 in)
- Diện tích cánh: 27,8 m2 (299 ft2)
- Powerplant: 1 × BMW VI, 450 kW (600 hp)

Hiệu suất bay
- Vận tốc cực đại: 220 km/h (140 mph)

Vũ khí trang bị
- 3 × 7,92 mm (.312 in)
- 2 × quả bom 50 kg (110 lb)